# Утешево (Тюменская область)
Утешево — упразднённое село находившееся в подчинении Калининского административного округа городского округа город Тюмень Тюменской области. В 2013 году включено в состав города и исключено из учётных данных.
На юге от микрорайона ж/д станция Утяшево.

## История
Деревня возникла в 1697 году после сильного пожара в Тюмени. Тогда на новые земли переселились бывшие жители города.
Утяшева располагалась на западе от города Тюмень. На северо-западе располагалась деревня Казанцева, на востоке — деревня Плеханова, на северо-востоке деревня Труфанова.
В Утяшево располагается Никольская церковь 1889 года постройки.
Село Утяшево входило в состав Троицкой волости Тюменского уезда Тюменской губернии. На 1926 год в составе Утяшеского сельсовета.
4 апреля 1984 года село было передано в подчинение горсовета Тюмени.

## Население
| 1989 | 2002  | 2010  |
| ---- | ----- | ----- |
| 1413 | ↗2144 | ↘1975 |

На 1926 год в Утяшево проживало 530 человек в 132 дворах. 252 мужчин, 278 женщин. Национальность — русские, 1 эстонец.

## Инфраструктура
В Утешево имеются:
- средняя образовательная школа № 51;
- Дом культуры «Водник»;
- почтовое отделение № 61

Жилой фонд представлен как частным сектором, так и многоквартирными 2-4 этажными домами. Улицы микрорайона: Утешевская, Купцов Кухтериных, Мартовская, Берёзовская, Ивана Быкова, Анатолия Замкова, Толбинская, Школьная и Будушего.